# Paul Borrelli
Pour les articles homonymes, voir Borrelli.
Œuvres principales
- L'Ombre du chat (1994)
- Désordres (1997)
- Trajectoires terminales (1999)
- Le Palais des tourments (2024)

Paul Borrelli, né le 11 avril 1959 à Toulon, est un artiste et auteur français. Il est le neveu de l'ancien président du Paris Saint-Germain Football Club, Francis Borelli.[réf. nécessaire]

## Biographie
Il a publié en 1994, 1997 et 1999, un cycle de trois romans aux éditions de L'Atalante, L'Ombre du chat, Désordres et Trajectoires terminales, qui nous plongent avec une grande force dans un monde agonisant, hanté par de dangereux détraqués, tueurs en série.
Borrelli, à travers des descriptions vigoureuses, nous peint sur un ton halluciné un Marseille livré aux pluies acides, à la surpopulation, à l'entropie et au chaos, alors que la plupart des espèces animales ont disparu après un conflit militaire dont on ne sait rien ou presque. Il s'agit en fait d'un décor de science-fiction qui n'est pas sans rappeler l'ambiance sombre de romans comme Blade Runner de Philip K. Dick.
Mais la science-fiction n'est qu'un cadre car en fait, Borrelli écrit des romans d'une noirceur sans fond, où il joue avec les fantasmes de ses lecteurs, et décrit de l'intérieur la pensée criminelle et la folie. Son troisième opus, Trajectoires terminales, est une ballade cauchemardesque dans les milieux de l'art contemporain. Sur l'autoroute entre Marseille et Toulon sévit un esthète qui bombarde les véhicules avec des fragments de statues en bronze… Prétexte à une galerie de portraits déjantés, la trilogie de Borrelli obéit à la logique du policier procédural, avec une enquête rigoureuse, foisonnante de détails, et un héros ambigu, parfaitement crédible et attachant.
Par ailleurs, Borrelli, très investi dans les arts plastiques, crée aussi des peintures numériques et des statuettes en céramique.
Depuis longtemps compositeur, Borrelli a fini par créer un groupe virtuel en hommage à l'écrivain américain Philip K. Dick. Il mélange plusieurs influences majeures : jazz fusion, musique progressive (Magma, King Crimson), influences symphoniques (essentiellement Bernard Herrmann), composantes électro, percussions latines. Il a nommé ce groupe "Ubik Kaotik Orkestra" et avec deux complices, Bernard Kalef et Benoît Delacrose, a sorti en 2024 un album qu'il a entièrement composé, "Magik".

## Œuvres
- L'Ombre du chat, L'Atalante, 1994Réédition Gallimard, coll. « Folio policier » no 248, 2002
- Désordres, L'Atalante, 1997.
- Trajectoires terminales, L'Atalante, 1999
- Le palais des tourments, Rivière blanche, 2024